# Espettorato

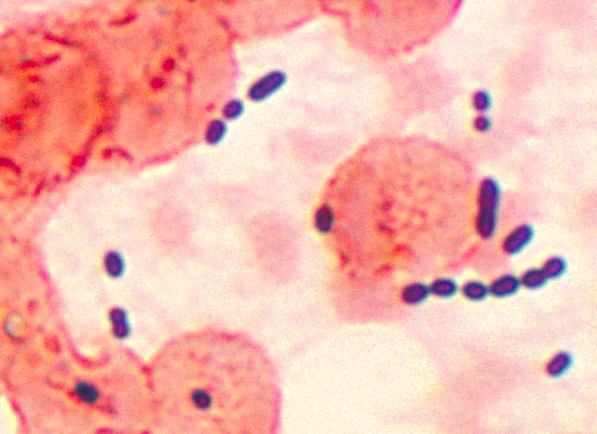
Ingrandimento al microscopio dei batteri presenti nell'espettorato di un paziente affetto da polmonite.

L'espettorato, conosciuto comunemente come catarro (in greco antico: καταρρέω?, "scorrere giù", in latino "mandare fuori dal petto") è il materiale secreto dalle mucose respiratorie (laringe, trachea e bronchi), talvolta emesso all'esterno tramite la tosse. In condizioni normali il muco viene prodotto in quantità assai ridotta, dai 20 ai 100 ml nelle 24 ore.

## Fisiopatologia
La comparsa di espettorato indica un'abnorme produzione di secreto, che di norma viene emesso senza tosse se proviene dal naso o dalla faringe e con la tosse (espettorato o escreato) se proviene dalla mucosa bronchiale.
L'espettorato può assumere caratteristiche diverse:
- sieroso: con elevate concentrazioni di albumina;
- mucoso: composto di muco, ha colore biancastro, aspetto perlaceo, galleggia nell'acqua;
- vischioso: appiccicaticcio;
- mucopurulento: bianco-giallastro, va a fondo nell'acqua (bronchite, broncopolmonite, bronchiectasia); è costituito da muco, germi e leucociti necrotici;
- emorragico: contiene del sangue (in caso di bronchite, polmonite, ascesso polmonare, infarto polmonare, tubercolosi, neoplasia bronchiale, stenosi mitralica);
- ematico gelatinoso (a gelatina di lampone) si ha nel cancro broncogeno e si può avere anche nella polmonite da Klebsiella pneumoniae,
- rugginoso (a succo di prugna): purulento contenente pigmento ematico modificato; è tipico della polmonite pneumococcica;
- schiumoso: secrezione tenue, sierosa, aereata, spesso di colore roseo per presenza di emoglobina; è tipico dell'edema polmonare acuto;
- purulento: è di colore grigio sporco o giallo verdastro; depositandosi, si separa tipicamente in tre strati: mucoso in alto, sieroso intermedio, pus in fondo. In piccole quantità si ha nella risoluzione della bronchite acuta, nella polmonite, nei processi tubercolari aperti; in grande quantità si ha nell'ascesso polmonare e nelle bronchiettasie infette. Per differenziare le due condizioni serve la ricerca nell'espettorato delle fibre elastiche, che sono presenti nell'ascesso e assenti nelle bronchiectasie. L'essudato purulento non equivale necessariamente a infezione dell'albero bronchiale;
- fetido: gangrene polmonari e bronchiectasie infette da germi anaerobi;
- fibrinoso: presenza di stampi di fibrina.

Le secrezioni liquide sono in genere dovute a raffreddore, influenza, allergie. Le secrezioni dense sono invece causate da un ambiente secco, infezioni del naso e delle vie respiratorie, ad esempio dei polmoni, allergie spesso dovute a cibi e prodotti caseari oppure a malattie quali il reflusso gastroesofageo o faringo-laringeo dando un continuo scolo di catarro retronasale.